# Francisco Valero y Padrón
Francisco Valero y Padrón (Villarrobledo, Albacete, 29 de junio de 1824 - 4 de mayo de 1885) fue un político español. 
Ferviente defensor de las libertades y derechos humanos, en 1843 suscribe en Villarrobledo el acta de adhesión al levantamiento nacional en favor de Isabel II y de la Constitución española de 1837.
Fue firmante del Pacto Federal Castellano como miembro y representante por Castilla la Nueva en la Junta Federal Provisional Castellana por la provincia de Albacete.
Diputado electo por el distrito de Villanueva de los Infantes (Ciudad Real) en las elecciones de 10 de mayo de 1873 en las filas del Partido Republicano Unitario, siendo admitido y proclamado en las Cortes el 6 de junio del mismo año hasta el golpe de Estado del General Pavía el 3 de enero de 1874. 
Durante su etapa como diputado, tras la dimisión de Estanislao Figueras, se opuso al recorte de poderes intentado por Pi y Margall.
Derrocada la I República, en marzo de 1876 suscribe un escrito dirigido a las Cortes constituyentes suplicando conservar la vigencia del artículo de la Constitución de 1869 que declaraba la libertad de culto.
- Datos: Q5867673